# Schnorchel

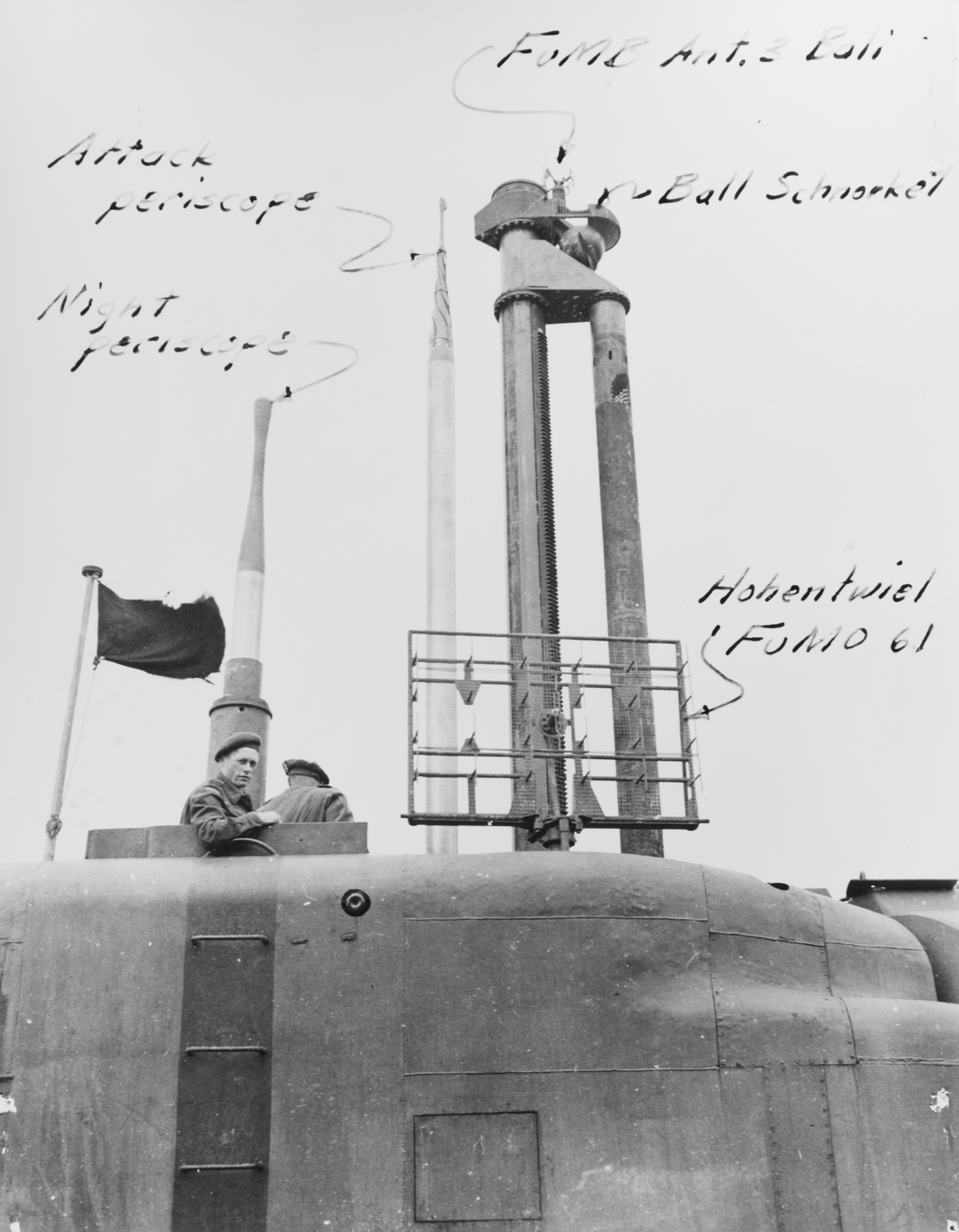
Schnorchel (dreapta) pe un submarin

Schnorchel sau horn de aer este un dispozitiv de alimentare cu aer proaspăt și de evacuare a gazelor de eșapament de la motoarele Diesel ale unui submarin aflat în imersie la adâncimea de periscop. 
Ideea realizării unui schnorchel aparține abatelui Marsenne încă din 1644, a fost utilizat de Simon Lake la submarinul său Argonaut Junior în anul 1895 și brevetat de olandezul Ian Jacob Wichers în 1934. Numele provine de la inginerul german Schnorchel cel care l-a utilizat pe scară largă în construcția submarinelor germane (U-boot) la începutul celui de-al doilea război mondial.
Schnorchelul se află montat doar pe submarinele clasice și se compune din două tuburi telescopice manevrate din interiorul submarinului a căror parte superioară se ridică deasupra apei. Un sistem de supape unisens împiedică pătrunderea apei. Schnorchelul permite funcționarea motoarelor Diesel pentru propulsie și încărcarea acumulatorilor atunci când ieșirea la suprafață a submarinului ar fi riscantă.